# Benjamí Grau i Marín
Benjamí Grau i Marín   (Sants, 19 d'agost de 1945), més conegut com a Min Grau, és un antic pilot de motociclisme català, onze vegades Campió d'Espanya de velocitat i cinc de resistència -una d'elles, també Campió d'Europa- durant la dècada de 1970. Juntament amb Ricard Fargas ha estat un dels més carismàtics pilots catalans de Ducati, essent especialment recordat per les seves set victòries a les 24 Hores de Montjuïc, motiu pel qual se'l conegué com a Rei de Montjuïc. Pel que fa a la velocitat, com a pilot oficial de Derbi compartí protagonisme al Campionat d'Espanya amb el seu company d'equip Ángel Nieto i arribà a guanyar un Gran Premi, concretament el d'Espanya de 1974, celebrat al circuit de Montjuïc.
El gener del 2022, la Federació Catalana de Motociclisme li concedí el premi Legends en reconeixement de la seva trajectòria motociclista.

## Trajectòria esportiva

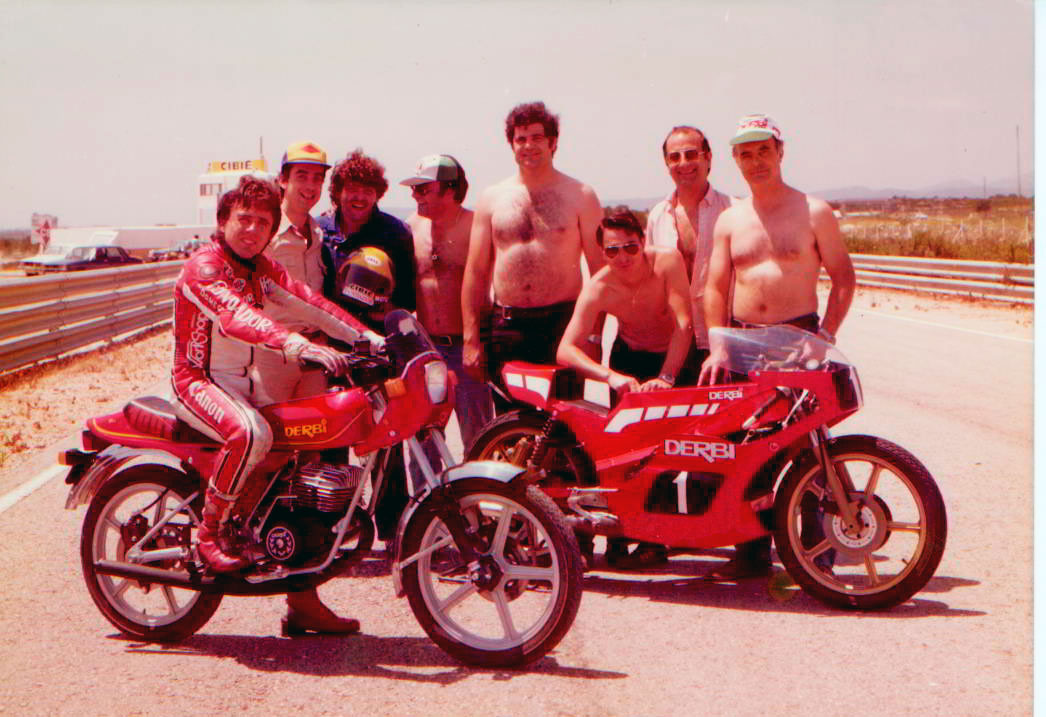
Grau amb una Derbi 1001 i l'equip tècnic al fons, a Calafat cap al 1980

Grau començà a interessar-se pel món de la motocicleta des de ben petit (el seu pare tenia un taller de reparacions al carrer Galileu de Sants) i ha mantingut la passió pel motociclisme tota la vida. La seva carrera com a pilot professional durà fins a la dècada de 1990, en què es retirà de la competició d'alt nivell però tot i així continuà participant esporàdicament en curses amateurs. Al llarg de la seva carrera, en què alternà la resistència i la velocitat, fou un dels millors especialistes en pujades de muntanya. Dins aquesta modalitat, guanyà per exemple la Pujada a Sant Feliu de Codines el 1970 i la de la Rabassada el 1977. Pilot polifacètic, disputà també proves d'enduro i fins i tot feu de copilot en una cursa de sidecars, concretament al circuit del Jarama en ocasió del Gran Premi d'Espanya, quan un participant el contractà en absència del seu copilot habitual.
Al Campionat del Món de velocitat, va disputar 11 Grans Premis entre 1967 i 1975, amb una victòria i dos podis, tots a Montjuïc. La seva millor temporada fou la de 1974, en què després de guanyar el Gran Premi d'Espanya en 125cc, acabà finalment novè a la general amb només 2 curses corregudes. Però fou dins la modalitat de la resistència on aconseguí un major ressò internacional gràcies als seus repetits triomfs a les 24 Hores de Montjuïc. El 1977 el fitxà Honda per a córrer tota la temporada amb l'Honda 1.000 oficial. Després de citar-lo a Pau (Occitània) per a provar la moto en un petit circuit durant un matí, els responsables de la marca japonesa li proposaren d'ingressar al seu equip de fàbrica. Aquell any, fent equip amb el francès Jacques Luc, aconseguí diversos podis, amb victòria inclosa, al Campionat d'Europa de resistència.
Un cop retirat, Grau ha mantingut l'activitat fins ben entrat el segle xxi. A data de 2001 encara seguia competint esporàdicament en curses de veterans, amb nombroses victòries. La seva darrera cursa fins al moment ha estat l'edició del 2007 de les 24 hores Motociclistes de Catalunya, la qual va córrer amb una Suzuki Hayabusa a l'edat de 61 anys.

## Actualitat
Grau, pare de quatre filles i amb nou nets, ha combinat la seva activitat dins el motociclisme amb l'empresarial. Durant anys, regentà el Restaurant La Vela -especialitzat en cuina italiana- a la Vila Olímpica del Poblenou, concretament al número 149 de l'Avinguda Icària. D'ençà del 2007, més o menys, s'aficionà a la vela i acostumava a navegar amb el seu veler de 12 metres.
A data de 2017, Min Grau residia a Alella, Maresme, amb la seva dona Isabel i seguia fent sortides motoritzades amb els seus companys del "Moto Grup Q'et mogui la iaia" de la veïna població del Masnou. El febrer del 2017 anuncià la seva intenció de córrer el llegendari Tourist Trophy de l'Illa de Man, en la modalitat de clàssiques, el 26 d'agost d'aquell any. En aquella data, Grau tindrà 72 anys i serà un dels pilots de més edat a haver corregut mai aquesta perillosa cursa, que recorre l'illa per diverses carreteres tancades al trànsit.

## Palmarès
- 11 Campionats d'Espanya de Velocitat
  - 3 en 50 cc (1973 - 1975)[10]
  - 4 en 250 cc (1976 - 1979)
  - 4 en 750 cc (1975 - 1977, 1979)
- 5 Campionats d'Espanya de Resistència (1969, 1978, 1984-1985, 1988)
- 19 participacions a les 24 Hores de Montjuïc, amb 7 victòries (1 amb Bultaco i 6 amb Ducati)

### Internacional
Grau no sovintejà la seva participació en competicions internacionals, però tot i així aconseguí força èxits a les poques a què acudí:
- Campió d'Europa de Resistència fins a 250 cc (1969)[11]
- Vencedor de l'única prova del Campionat d'Europa de Muntanya en què participà
- Vencedor dels 1000 km de Mugello amb Virginio Ferrari (1975)[12]
- Segon a les 24 Hores de Le Mans i guanyador en categoria Silhouettes (per a motos de sèrie) amb Salvador Cañellas

### Resultats al Mundial de motociclisme[13]
Barem de puntuació de 1950 a 1968:
| Posició | 1 | 2 | 3 | 4 | 5 | 6 |
| Punts   | 8 | 6 | 4 | 3 | 2 | 1 |

Barem de puntuació de 1969 a 1987:
| Posició | 1  | 2  | 3  | 4 | 5 | 6 | 7 | 8 | 9 | 10 |
| Punts   | 15 | 12 | 10 | 8 | 6 | 5 | 4 | 3 | 2 | 1  |

(Ids. Grans Premis | Llegenda) (Curses en negreta indiquen pole; curses en  itàlica indiquen volta ràpida)
| Any  | Categoria | Equip   | 1      | 2     | Punts | Lloc | Victòries |
| ---- | --------- | ------- | ------ | ----- | ----- | ---- | --------- |
| 1967 | 50cc      | Derbi   | ESP 3  |       | 4     | 8è   | 0         |
| 1970 | 125cc     | Bultaco | ESP 10 |       | 1     | 52è  | 0         |
| 1971 | 125cc     | Bultaco | ESP 8  |       | 3     | 29è  | 0         |
| 1971 | 500cc     | Bultaco | ESP 4  |       | 8     | 18è  | 0         |
| 1972 | 50cc      | Derbi   | BEL 7  | ESP 4 | 12    | 10è  | 0         |
| 1972 | 125cc     | Derbi   | FIN 6  | ESP 6 | 10    | 17è  | 0         |
| 1974 | 125cc     | Derbi   | FRA 5  | ESP 1 | 21    | 9è   | 1         |
| 1975 | 250cc     | Derbi   | ESP 3  |       | 10    | 17è  | 0         |